# シックス・フラッグス・グレート・アドベンチャー
シックス・フラッグス・グレート・アドベンチャー（英語: Six Flags Great Adventure）は、アメリカ合衆国ニュージャージー州のジャクソンにある遊園地。
1972年にワーナー・レ・ロイが考えた総合アミューズメント施設。当時は、自然回帰ブームで、ニュージャージー州の奥地にSwitlik一族が所有していた土地を開発し、木材で作った施設と森と湖で楽しむというコンセプトだった。そこには、動物園、スノー・パーク、キャンプ場が設置され、ホテルとショッピングゾーンとは、船、モノレール、スカイライドで接続されることになっていた。
その後、この施設は様々な工程を得て現在の形に至る。

## 園内の概要
園内にはメインストリート、ファンタジーフォレスト、アドベンチャーアレー、アドベンチャーシーポート、ムービータウン、レイクフロント、フロンティアアドベンチャーズ、プラザ・デル・カーニバル、ゴールデンキングダム、ボードウォークの10箇所のテーマに分かれており、それぞれ趣向が異なっている。その中に50以上のアトラクションがあるが、目を引くのはローラーコースター類であり、キンダ・カやエルトロ、ナイトロなど世界的に有名なローラーコースターが数多く設置されている。

### 主なコースター
- ナイトロ（Nitro）2001年に投入。アドベンチャーシーポート内にある。同公園を代表する機種の一つ。世界屈指の高度を誇るコースターで登場当初は世界最高を誇った。
- バットマン・ザ・ライド（Batman The Ride) 　1993年に投入。ムービータウン内にある。インバーテッド型で、世界で2番めに古い。
- スカルマウンテン（Skull Mountain)　1996年に投入。レイクフロント内にある。インドア型で、真っ暗な室内を縦横無尽に走行する。
- ジョーカー（Joker)　2016年に投入。レイクフロント内にある。四次元回転型ローラーコースター。
- ビザロ（Bizarro）1999年に投入。フロンティアアドベンチャーズ内にある。世界最速のフロアレスコースター。
- エルトロ（El Toro）2006年に投入。プラザ・デル・カーニバル内にある。木製コースターで、同公園を代表する機種の一つ。2012年にはThe Golden Ticketを受賞しているなど、世界中で極めて高く評価されている木製コースターの一つ。
- キンダ・カ（Kingda Ka）2005年に投入。ゴールデンキングダム内にある。同公園を代表する機種の一つで、急加速型として2020年現在も世界最高地点を誇る。
- グリーンランタン（Green Lantarn）2011年に投入。直立型。
- スーパーマン：アルティメット・ファイト（Superman Ultimate Fight） 2003年に投入。ボードウォーク内にある。フライング型。

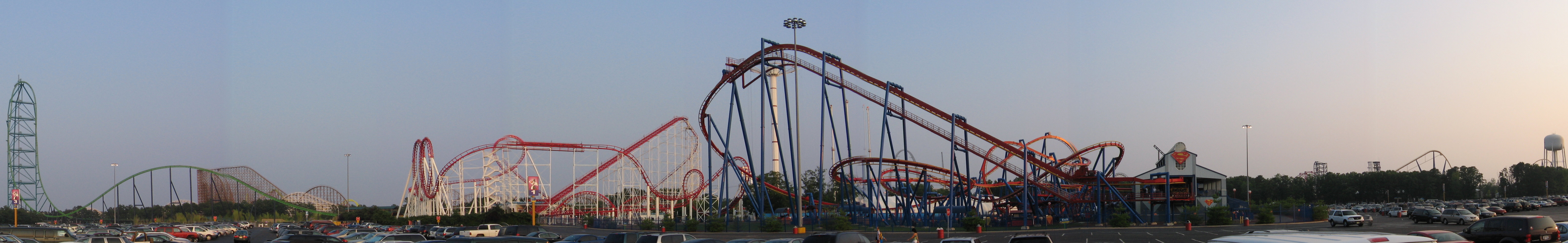
グレート・アドベンチャー・スカイラインのパノラマ写真。